# 刘圩镇 (南宁市)
刘圩镇，是中华人民共和国广西壮族自治区南宁市青秀区下辖的一个乡镇级行政单位，2005年3月18日由邕宁县划归青秀区。

## 行政区划
刘圩镇下辖以下地区：
新兴社区、团黄村、谭村、良合村、那床村、槐里村、麓阳村、那里村、禄强村、那烈村、那救村、大里村、那度村、三籁村和刘圩村。